# Syrphophagus nigrocyaneus
Syrphophagus nigrocyaneus är en stekelart som beskrevs av William Harris Ashmead 1904. Syrphophagus nigrocyaneus ingår i släktet Syrphophagus och familjen sköldlussteklar. Inga underarter finns listade i Catalogue of Life.